# Valio
Valio (finnois : Valio Oy) est une entreprise alimentaire spécialisée dans les produits laitiers basée à Helsinki en Finlande,.

## Présentation
Valio est possédé par 17 coopératives de producteurs de lait.
Valio fournit principalement des produits laitiers frais: fromages, crèmes, jus, lait en poudre et de la poudre de lactosérum déminéralisée.
Valio est le principal transformateur de lait de Finlande et reçoit 85% du lait produit en Finlande.